# Hidesaburō Ueno
Hidesaburō Ueno (en japonais : 上野英三郎, Hepburn : Ueno Hidesaburō), né le 19 janvier 1872 et mort le 21 mai 1925, est un agronome japonais célèbre au Japon comme le maître d'Hachikō, un chien de race Akita qui lui était resté dévoué malgré sa mort.

## Vie et carrière
Hidesaburō Ueno nait le 19 janvier 1872 à Hisai-shi (aujourd'hui Tsu), dans la préfecture de Mie. En 1895, il sort diplômé du département d'agriculture de l'université impériale de Tokyo et, la même année, il entre à l'école supérieure pour étudier l'ingénierie agricole et la recherche sur les outils agricoles. Il termine ses études supérieures le 10 juillet 1900 et commence à enseigner à l'université impériale de Tokyo en tant que professeur assistant. En 1902, il devient professeur associé à l'université d'agriculture.
Il forme des experts techniques dans le domaine du réaménagement des terres arables, notamment des études sur l'ingénierie du drainage et de la remise en état. La technologie de réaménagement des terres arables est utilisée pour la renaissance de la capitale impériale après le grand tremblement de terre de Kantō de 1923.
En 1916, il devient professeur à l'université impériale, au département d'agriculture et prend en charge le cours d'ingénierie agricole. Il offre un programme de spécialisation en génie agricole au département d'agriculture.
Hidesaburō Ueno meurt des suites d'une hémorragie cérébrale le 21 mai 1925, alors qu'il donnait une conférence. Il est inhumé au cimetière d'Aoyama.
Son chien, Hachikō, un chien de race Akita, est devenu célèbre par la suite pour l'attendre chaque jour à la gare, malgré sa mort. Le chien a continué à l'attendre jusqu’à sa propre mort, neuf ans plus tard. Hachikō est enterré à côté d'Ueno au cimetière d'Aoyama, à Tokyo au Japon. Une statue en bronze commémorant le chien a été érigée devant la gare de Shibuya en 1934, un an avant sa mort (le 8 mars 1935). Son histoire a fait l’objet de nombreux livres et films.
Le 9 mars 2015, la faculté d'agriculture de l'université de Tokyo dévoile une statue en bronze représentant Hidesaburō Ueno revenant rencontrer Hachikō à l'université de Tokyo. La statue, sculptée par Tsutomo Ueda de Nagoya, représente un Hachikō très excité sautant pour saluer son maître à la fin d'une journée de travail. Ueno est vêtu d'un chapeau, d'un costume et d'un trench-coat, avec sa mallette posée sur le sol. Hachikō porte un harnais clouté comme on le voit sur ses dernières photos.

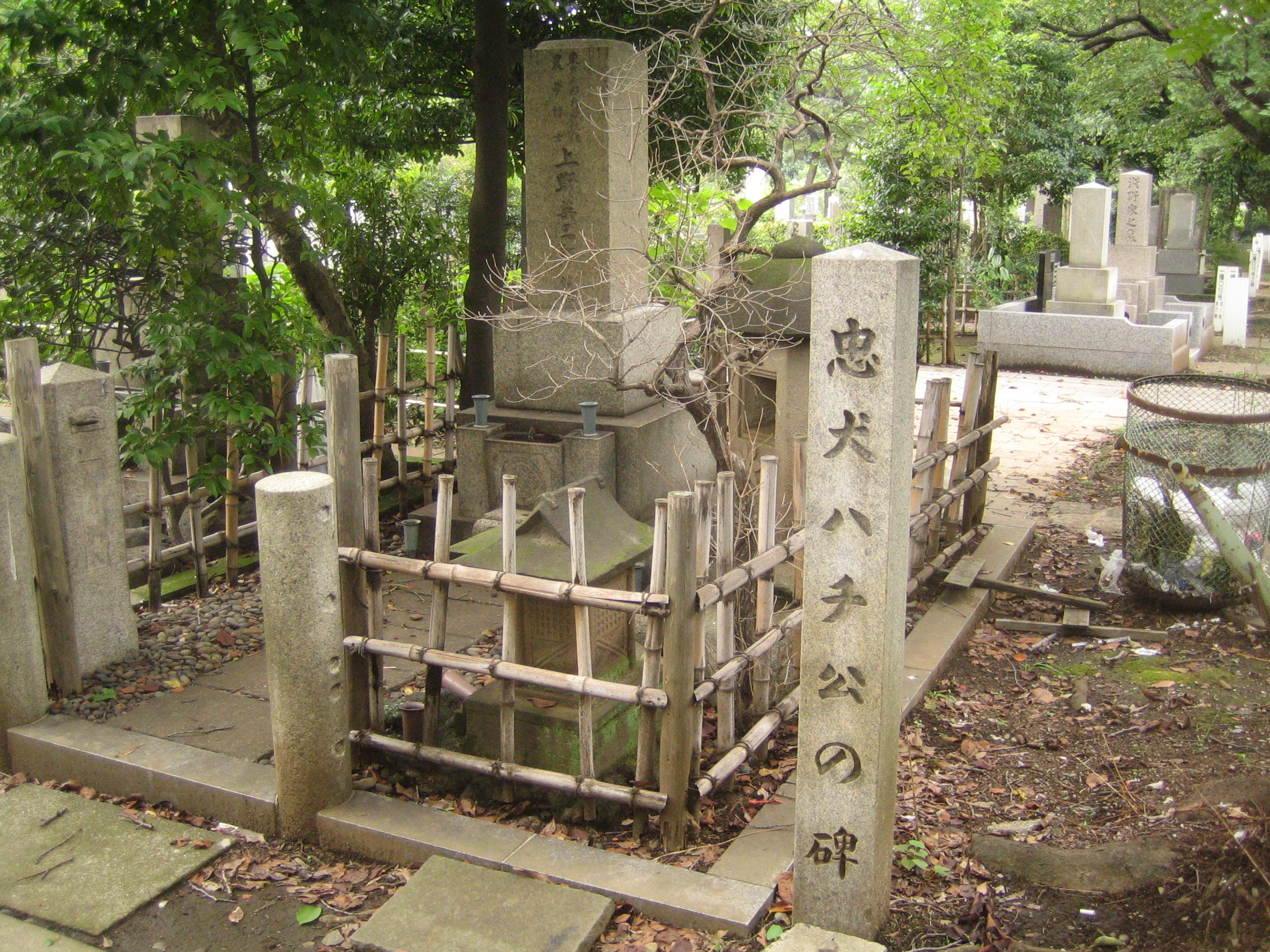
Tombe de Hidesaburō Ueno (stèle en arrière) et celle de Hachikō (stèle en bas à droite), situées au cimetière d'Aoyama à Tokyo.
Statue à l'université de Tokyo représentant la réunion de Hidesaburō Ueno et d'Hachikō.

## Yaeko Sakano
Yaeko Sakano (坂野 八重子, Sakano Yaeko), plus souvent appelé Yaeko Ueno, a été la compagne d'Hidesaburō Ueno jusqu'à sa mort en 1925, sur une période d'environ 10 ans. Il semblerait que Hachikō lui ait montré beaucoup de bonheur et d'affection chaque fois qu'elle venait lui rendre visite. Yaeko meurt le 30 avril 1961 à l'âge de 76 ans et, malgré sa demande aux membres de sa famille d'être enterrée avec son défunt compagnon, elle est enterrée dans un temple de Taitō, plus loin de la tombe d'Ueno. Son dossier est retrouvé plus tard par Sho Shiozawa, professeur à l'université de Tokyo en 2013, qui était également président de la Société japonaise d'irrigation, de drainage et d'ingénierie rurale, qui gère la tombe d'Hidesaburō Ueno au cimetière d'Aoyama.

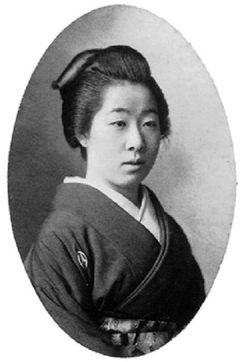
Yaeko Sakano.

Le 10 novembre 2013, qui marque le 90e anniversaire de la naissance d'Hachikō, Sho Shiozawa et Keita Matsui, conservateurs du musée Shibuya Folk and Literary Shirane Memorial (en), ont ressenti le besoin que Yaeko soit enterrée avec Ueno et Hachikō. Shiozawa a également été l'un des organisateurs impliqués dans la création de la statue en bronze de Hachikō et d'Ueno qui a ensuite été dévoilée sur le terrain de l'université de Tokyo le 9 mars 2015, à l'occasion du 80e anniversaire de la mort d'Hachikō. Bien que les familles Ueno et Sakano aient donné leur accord, le processus a pris deux ans, en raison de la réglementation et de la bureaucratie.

## Réunion de la famille Hachikō
Le 19 mai 2016, lors d'une cérémonie au cimetière d'Aoyama à laquelle ont assisté des membres des familles Ueno et Sakano, certaines des cendres de Yaeko Sakano ont été enterrées avec Ueno et Hachikō. Son nom et la date de sa mort ont été inscrits sur le côté de la pierre tombale d'Ueno, réunissant ainsi la famille d'Hachikō.